# Jazmin Carlin
Jazmin Roxy Carlin –conocida como Jazz Carlin– (Swindon, 17 de septiembre de 1990) es una deportista británica que compitió en natación, especialista en el estilo libre.
Participó en los Juegos Olímpicos de Río de Janeiro 2016, obteniendo dos medallas de plata, en las pruebas de 400 m libre y 800 m libre.
Ganó dos medallas de bronce en el Campeonato Mundial de Natación, en los años 2009 y 2015, y una medalla de plata en el Campeonato Mundial de Natación en Piscina Corta de 2014.
Además, obtuvo cinco medallas en el Campeonato Europeo de Natación entre los años 2010 y 2016, y dos medallas de oro en el Campeonato Europeo de Natación en Piscina Corta de 2015.

## Palmarés internacional
| Juegos Olímpicos                    | Juegos Olímpicos        | Juegos Olímpicos  | Juegos Olímpicos |
| Año                                 | Lugar                   | Medalla           | Prueba           |
| ----------------------------------- | ----------------------- | ----------------- | ---------------- |
| 2016                                | Río de Janeiro (Brasil) | Medalla de plata  | 400 m libre      |
| 2016                                | Río de Janeiro (Brasil) | Medalla de plata  | 800 m libre      |
| Campeonato Mundial                  |                         |                   |                  |
| Año                                 | Lugar                   | Medalla           | Prueba           |
| 2009                                | Roma (Italia)           | Medalla de bronce | 4 × 200 m libre  |
| 2015                                | Kazán (Rusia)           | Medalla de bronce | 800 m libre      |
| Campeonato Mundial en Piscina Corta |                         |                   |                  |
| Año                                 | Lugar                   | Medalla           | Prueba           |
| 2014                                | Doha (Catar)            | Medalla de plata  | 800 m libre      |
| Campeonato Europeo                  |                         |                   |                  |
| Año                                 | Lugar                   | Medalla           | Prueba           |
| 2010                                | Budapest (Hungría)      | Medalla de bronce | 4 × 200 m libre  |
| 2014                                | Berlín (Alemania)       | Medalla de oro    | 400 m libre      |
| 2014                                | Berlín (Alemania)       | Medalla de oro    | 800 m libre      |
| 2016                                | Londres (Reino Unido)   | Medalla de plata  | 400 m libre      |
| 2016                                | Londres (Reino Unido)   | Medalla de plata  | 800 m libre      |
| Campeonato Europeo en Piscina Corta |                         |                   |                  |
| Año                                 | Lugar                   | Medalla           | Prueba           |
| 2015                                | Netanya (Israel)        | Medalla de oro    | 400 m libre      |
| 2015                                | Netanya (Israel)        | Medalla de oro    | 800 m libre      |